# Paleomagnetismo
Paleomagnetismo é o estudo da evolução do campo magnético e polaridade terrestre em épocas geológicas passadas. Com base no registo nas rochas contendo minerais ferromagnéticos, o estudo do magnetismo antigo, denominado paleomagnetismo ou magnetismo fóssil, é um importante instrumento para estudar a história da Terra. Os cientistas recolhem amostras de rochas em todos os continentes e determinam a sua idade e magnetismo para reconstruir a história do campo magnético terrestre.

## Histórico
No início da década de 1960, um cientista australiano encontrou um acampamento muito antigo onde os aborígenes cozinhavam as suas refeições. As pedras estavam magnetizadas. Cuidadosamente, retirou algumas pedras calcinadas, tendo o cuidado de verificar a sua orientação. Quando determinou a direção de magnetização das pedras, verificou que esta era exatamente o reverso da do campo magnético terrestre. Admitiu que provavelmente há 30 000 anos, quando o acampamento estivera ocupado, o campo magnético terrestre era reverso do atual, pelo que uma agulha magnética indicaria o  norte magnético localizado no sul geográfico.
Os cientistas descobriram como poderiam determinar a direção do campo magnético terrestre no passado longínquo, não há centenas de anos mas há milhões de anos, antes dos seus instrumentos a registarem. Uma importante propriedade dos materiais magnetizáveis a temperaturas muito altas é que, quando a sua temperatura baixa para menos de 500 °C, ficam magnetizados na direção do campo magnético terrestre quando o material estava muito quente. Uma vez o material arrefecido, estes átomos mantêm-se nos seus lugares e mantêm-se sempre magnetizados na mesma direção. É a chamada magnetização termorremanescente, porque a magnetização é "memorizada" pela rocha mesmo depois de o campo magnético ter desaparecido.
O mesmo se passa com os vulcões. Imaginemos um vulcão em erupção há 100 milhões de anos. Quando a lava solidifica e arrefece, fica magnetizada, constituindo um registo permanente do campo geomagnético de Cretácico médio, da mesma maneira que um fóssil regista um ser vivo antigo. Algumas rochas sedimentares podem também apresentar magnetismo sem remanescente. As rochas sedimentares são constituídas por partículas de sedimentos que são depositados nos fundos oceânicos e são litificados. Grãos magnéticos como, por exemplo, partículas de magnetite, podem ficar alinhados na direção do campo magnético existente quando são transportados em suspensão pela água, e esta orientação pode ser incorporada na rocha quando as partículas são litificadas.A magnetização sedimentar remanescente das rochas sedimentares pode também ser devida ao alinhamento paralelo de todos os seus pequeníssimos magnetes, que estavam orientados na direção do campo magnético prevalecente na altura em que se depositaram.
As mais antigas rochas magnetizadas encontradas indicam que há 3500 milhões de anos a Terra tinha um campo magnético que não era diferente do atual. A inversão da polaridade magnética terrestre ocorreu 130 vezes durante os últimos 65 milhões de anos.
A orientação do campo magnético terrestre na atualidade é referida como normal, e durante o tempo em que ocorreu a inversão denomina-se invertida.

### No mundo
O conhecimento que envolve o paleomagnetismo é a área mais antiga da geofísica, de forma que há mais de 300 anos que o ser humano sabe que a Terra é um grande ímã. Cientistas como Sir William Gilbert, Gauss e Von Wrede foram muito importantes para a evolução deste pensamento, desde os primórdios. A Segunda Guerra Mundial também teve seu papel no incentivo para a invenção de magnetômetros para se encontrar submarinos, que também acabaram sendo usados para se estudar o paleomagnetismo.  No século XIX, estudos da direção da magnetização em rochas mostraram que algumas lavas recentes eram magnetizadas paralelamente ao campo magnético da Terra. No início do século XX, porém, um trabalho de David, Brunhes e Mercanton mostrou que muitas rochas se mostravam magnetizadas anti paralelas ao campo. Esse fato deu embasamento para se iniciarem teorias acerca da memória magnética das rochas. Nos anos 60, dois cientistas britânicos chamados F.J. Vine e D.H. Matthews analisaram alguns resultados de estudos paleomagnéticos à hipótese da expansão dos fundos oceânicos, e assim sugeriram que o crescimento da crosta oceânica ocorria por meio de material ascendente proveniente do interior da Terra. Dessa forma observou-se que o magma solidifica preservando o magnetismo existente na época, levando-se em conta diversas variáveis. Dessa forma, a evolução do pensamento voltado para o paleomagnetismo trouxe inúmeras contribuições para as teorias geológicas, sobretudo para a deriva continental e para as dorsais meso atlânticas.

### América do Sul
As primeiras pesquisas em Paleomagnetismo na América do Sul começaram na década de 50 quando o pesquisador britânico Ken Creer trabalhou com os derrames basalticos da Formação Serra Geral no Brasil e no Uruguai e com os basaltos Quaternários na Argenetina. Ken era membro de um grupo interessado em Geomagnetismo, que havia sido reunido no início dos anos 1950, pelos pioneiros do Paleomagnetismo Prof. P.M.S.Blackett e Keith Runcorn. 

### Brasil
Diversos estudos envolvendo paleomagnetismo ja foram desenvolvidos no Brasil em pesquisas de reconstrução Paleogeográfica, Derivas Continentais e diversos problemas geológicos.
De forma geral, pode-se destacar o Grupo de Paleomagnetismo e Magnetismo das Rochas do IAG/USP:
"O Grupo de Pesquisa em Paleomagnetismo e Magnetismo de Rochas realiza pesquisas nas linhas de Anisotropia Magnética Aplicada a Problemas Geológicos, Deriva Continental e Reconstruções Paleogeográficas e Magnetoestratigrafia de Sequências Sedimentares Fanerozóicas. Nesse campo de estudo de âmbito mundial, o grupo mantém cooperações científicas internacionais com diversos grupos e de diversos países. Suas pesquisas resultam em um grande número de trabalhos científicos publicados em revistas de circulação internacional."
Outros estudos ainda são desenvolvidos pelo Observatório Nacional.

## Magnetização de Rochas e Minerais
As propriedades magnéticas de rochas, e consequentemente dos minerais que as constituem, são determinadas pela capacidade de alinhamento dos spins dos elétrons que constituem os átomos. Quando alinhados, dão origem a um dipolo magnético que interage e deforma o campo magnético terrestre. Alguns materiais simplesmente não exibem esta capacidade, apresentando spins com direções heterogeneamente distribuídas de modo a gerar uma resultante vetorial nula.
Materiais que exibem capacidade de reorganização dos spins em função da exposição a um campo magnético externo podem ser divididos em três grupos: diamagnéticos, paramagnéticos e ferromagnéticos. A propriedade que quantifica esta característica é susceptibilidade magnética (k).  
O grupo dos minerais ferromagnéticos é o único que constitui interesse para os estudos paleomagnéticos devido à elevada susceptibilidade magnética destes minerais. Quando expostos a campos magnéticos externos produzem campos magnéticos induzidos fortes o suficiente para serem identificados em levantamentos geofísicos. Os principais minerais representantes deste grupo são: magnetita, pirrotita monoclínica e ilmenita.

### Tipos de Magnetismo
Uma característica importante de campos magnéticos de rochas e minerais é a dependência ou não de um campo magnético externo. Campos induzidos geralmente são diretamente dependentes do campo externo primário, de modo que estes deixam de existir caso o campo externo também deixe. Isto se dá devido ao retorno à condição inicial de orientação dos spins quando o campo externo cessa.
Essa dependência não é observada quando o corpo apresenta o que é definido como remanência magnética. Neste caso o campo magnético externo causa mudanças relativamente irreversíveis nas propriedades magnéticas do material, que apresenta um conjunto de elétrons totalmente ou parcialmente orientados após a retirada do campo externo. As mudanças são ditas relativamente irreversíveis devido a fatores como a longa exposição a campos magnéticos ou mudanças nas condições físico-químicas da rocha que podem levar à perda da remanência.
Minerais e rochas podem apresentar ambos tipos de magnetismo, de modo que o campo magnético resultante é a soma vetorial entre o campo remanente e o campo induzido pelo campo magnético externo atual.

### Remanência de Campo
O estudo do paleomagnetismo só é possível devido à capacidade que alguns minerais apresentam de registrar campos magnéticos pretéritos, sendo que sua assinatura magnética pode ser registrada por diferentes mecanismos. A remanência ocorre quando um mineral atinge seu limite de saturação e o mesmo tem os spins de seus elétrons alinhados, registrando assim o magnetismo referente ao qual a rocha se cristalizou.

### Ponto de Curie
Também chamado de temperatura Curie, determinado pelo químico  francês Pierre Currie é a temperatura onde as propriedades magnéticas dos minerais sofre uma grande alteração. Isto é, acima de tal temperatura  os minerais perdem seu magnetismo, ou caso tenham se cristalizado acima desse ponto, os minerais não apresentaram propriedades magnéticas. No caso de rochas e minerais o magnetismo remanescente aparece abaixo do ponto de Curie (570°C ou 1060°F), para a magnetita. Esta temperatura foi verificada pelo físico francês Pierre Curie, que em 1895 descobriu as leis que se relacionam com algumas propriedades magnéticas à mudança de temperatura. Dessa forma, os minerais magnéticos podem ser usados como balizadores de temperatura, uma vez que detectado magnetismo remanente, indica que desde o momento que o corpo adquiriu o magnetismo ele não foi exposto a nenhuma temperatura maior que a do ponto Currie.
Casa o corpo supere a temperatura do ponto Currie, o calor causa um desarranjo na disposição dos elétrons que compõem o material, proporcionando a perda momentânea das propriedades magnéticas. Entretanto, cada material possui uma temperatura Currie especifica.

### Tipos de Magnetização
Nos ambientes geológicos, é possível distinguir processos específicos para explicar como um dado mineral ou partícula orienta seu campo segundo o campo vigente no planeta. Possivelmente o processo mais recorrente e mais didático para justificar a magnetização de um mineral seja a sua cristalização, por meio de processos ígneos, de maneira a manter a orientação do campo vigente. Contudo diferentes processos podem ser usados para justificar a magnetização, entre eles:
- Magnetismo termoremanescente: ocorre quando um mineral em processo de cristalização atinge temperatura inferior à temperatura de Curie. Durante esse processo o vetor de magnetização (J) dos grãos tende a se orientar paralelo ao campo terrestre (H).
- Magnetização remanescente detrítica: as partículas de sedimentos formados por materiais ferromagnéticos tendem a se orientar segundo o campo atuante ao longo da coluna de água do meio em que se depositam.
- Magnetismo remanescente químico: geralmente associados a processos diagenéticos e ocorrem abaixo da temperatura de Curie.
- Magnetismo remanescente viscoso: ocorre quando as partículas ficam expostas a um campo magnético fraco durante um longo período de tempo.

## Aplicações do Paleomagnetismo
Estudos de paleomagnetismo podem ser aplicados como ferramentas para diversas áreas das geociências sobretudo em trabalhos ligados ao campo da geotectônica. Os modos de magnetização das rochas tendem a fazer com que um mineral ao se cristalizar reflita as condições do campo magnético vigente, ou seja, um mineral ou partícula magnetizada reflete tanto inclinação quanto declinação do campo magnético.
O campo magnético, como apresentado, varia no planeta de acordo com a posição geográfica, em declinação, inclinação e intensidade. Nesse sentido, uma amostra que conserva sua magnetização possibilita a correlação com a localização geográfica de magnetização da amostra. Cabe destacar que nem sempre essa é uma correlação simples ou direta, já que os diversos fatores de magnetização devem ser considerados — elementos como a remanência de campo podem prejudicar esses estudos.

### Espalhamento Oceânico

A definição de limites de anomalias magnéticas na crosta oceânica possibilita tanto compreensão dos tempos associados às mudanças de orientação do campo magnético, como também o entendimento do próprio processo de formação de um oceano.

Um dos processos fundamentais ao desenvolvimento das teorias modernas da tectônica de placas consiste em entender como se forma e recicla a crosta oceânica, bem como os processos de subducção e consumo de placa. É nesse contexto que se insere um das principais aplicações dos estudos paleomagnéticos.
O campo magnético terrestre passa de forma recorrente no tempo geológico por inversões de orientação. A cada processo de inversão uma nova assinatura magnética se reflete nas rochas em processo de formação, por um dos processos de magnetização associados aos sistemas geológicos. Assim, o processo de espalhamento oceânico, com magmatismo constante, gera faixas bem definidas de rochas com vetores magnéticos associados à orientação do campo magnético em um momento específico da história geológica.
A partir da correlação entre dados de paleomagnetismo e o espalhamento oceânico é possível, ainda, avaliar taxas de subducção relativa de placas tectônicas e avaliar a variação temporal do campo magnético, entre outras abordagens. 

### Reconstrução de Placas
Os estudos paleomagnéticos também podem dar suporte no processo de reconstrução de placas que foram consumidas em zonas de subducção durante um dado ciclo tectônico. Esses estudos, de forma simplificada, podem considerar a faixa de magnetização análoga na outra placa associada a uma dorsal meso oceânica que entrou em subducção.
Um exemplo de contexto onde esse tipo de estudo foi conduzido consiste na placa de Farallon e Kula (completamente consumida há cerca de 20 milhões de anos sob a placa Norte-Americana) e outrora localizadas no oceano Pacífico, reconstruídas a partir da placa de Juan de Fuca.
Cabe destacar que no contexto atual do interior da Terra (com fluxos de calor e velocidades de deslocamento das placas menores que em éons passados) os registros oceânicos correspondem a um período de aproximadamente 180 milhões de anos.

## Limitações
Durante o desenvolvimento de pesquisas ou estudos associados ao paleomagnetismo, algumas premissas devem ser adotadas e existem práticas fundamentais que devem ser conduzidas no intuito de se evitar conclusões erradas ou mesmo deve-se ter um controle de qualidade associado às amostras coletadas.
Em primeira instância pode-se destacar os já mencionados estudos de remanência: em muitos casos pode-se observar registros de mais de uma orientação de um campo magnético em uma rocha. A implicação disso consiste na dificuldade de se isolar informações acerca do objeto de estudo efetivamente, sendo que o campo remanente pode prejudicar a qualidade final dos dados. Para tratamento desse recurso é comum que se recorra a limpezas magnéticas, como:
- Desmagnetização termal: o material é aquecido até uma temperatura específica e posteriormente resfriado sob orientação de um campo H. O resultado desse procedimento é a quebra de magnetização de toda a remanência abaixo da temperatura de bloqueio escolhida.
- Desmagnetização química: aplica-se solução ácida no material para dissolução de cimentações tardias, por exemplo.
- Desmagnetização de campo: o material é colocado sob condições de sucessivas variações de um campo alternativo.

Além disso, é fundamental que se tenha o controle estrutural dos dados coletados, principalmente se o processo de magnetização das partículas ou minerais componentes da rocha forem deformadas posteriormente. Nesses casos os vetores de campo não necessariamente representam o campo de interesse, principalmente em casos de deformações dúcteis, como dobras que podem gerar a inversão geométrica dos vetores de campo. Processos superficiais como o intemperismo também podem ter contribuição determinante para a modificação do registro magnético de rochas.
Outro ponto de limitação dos estudos paleomagnéticos é a dificuldade de determinação da posição longitudinal, o que decorre essencialmente dos dados de vetor de campo retornados pela caracterização do registro paleomagnético. Por fim, sempre existe uma incerteza associada aos dados paleomagnéticos, o que decorre principalmente das variações do polo magnético em relação ao polo geográfico. Essa condição acarreta para os estudos associados ao deslocamento de continentes, por exemplo, seja caracterizado apenas como um deslocamento relativo. No intuito de diminuir essas incertezas, recorre-se a estudos estatísticos baseados em grandes amostragens e processamentos robustos. 